# Ryszard Kubiak
Ryszard Kubiak (Bydgoszcz, 1950. március 22. – 2022. február 6.) olimpiai bronz-, világbajnok ezüstérmes lengyel evezős, kormányos.

## Pályafutása
A KKW Bydgoszcz (Zawisza Bydgoszcz) versenyzője volt. Három olimpián vett részt. Az 1972-as müncheni olimpián nyolcasban, az 1976-os montréali játékokon kormányos kettesben hatodik helyezett lett. Az 1980-as moszkvai olimpián kormányos négyesben olimpiai bronzérmes lett társaival: Grzegorz Stellakkal, Adam Tomasiakkal, Grzegorz Nowakkal és Ryszard Stadniukkal. A világbajnokságokon egy ezüst- és egy bronzérmet szerzett.

## Sikerei, díjai
- Olimpiai játékok – kormányos négyes
  - bronzérmes: 1980, Moszkva
- Világbajnokság – kormányos kettes
  - ezüstérmes: 1975
  - bronzérmes: 1978